# Galiya Izmaylova
Galiya Bayazitovna Izmaylova auch Galija Bajasitowna Ismailowa (russisch Галия Баязитовна Измайлова, wiss. Transliteration Galija Bajazitovna Izmajlova; * 12. Februar 1923, Tomsk; † 2. Oktober 2010, Taschkent) war eine usbekisch-sowjetische Balletttänzerin, Tänzerin, Choreografin und Lehrerin.

## Leben
Galiya Izmaylova wurde am 12. Februar 1923 (nach anderen Quellen am 12. Dezember) in Tomsk in eine tatarische Familie geboren. Nach dem Tod ihres Vaters im Jahr 1931 zog sie mit ihrer Mutter nach Taschkent.
Ihre Tanzkarriere begann sie im Alter von 11 Jahren. Sie nahm an einem Tanzwettbewerb teil, wodurch Profis auf sie aufmerksam wurden und sie in eine neu eröffnete Ballettschule einluden. Von 1935 bis 1941 studierte sie an der Usbekischen Republikanischen Ballettschule (heute: Taschkent State Higher School of National Dance and Choreography Ташкентская государственная высшая школа национального танца и хореографии, Taschkentskaja gossudarstwennaja wysschaja schkola nazionalnogo tanza i choreografii).
Ab 1941 war sie Primaballerina am Usbekischen Opern- und Balletttheater (heute Navoi-Theater) in Taschkent. Insgesamt hatte sie 45 Rollen in ihrem Repertoire. 1947 erhielt sie beim Weltfestival der Jugend und Studenten in Prag den ersten Preis für die Aufführung des usbekischen (Buchara-)Tanzes „Zang“.
Sie bereiste viele Städte der Sowjetunion sowie 35 weitere Länder der Welt, darunter China, Deutschland, Rumänien, Frankreich, England, Libanon, Syrien, Norwegen, Indien, Myanmar und die Vereinigten Staaten. 1958 schloss sie ihr Studium an der Regieabteilung des Taschkenter Theater- und Kunstinstituts ab und begann mit dem Erarbeiten von Choreografien. Von 1977 bis 1985 war sie Chefchoreografin, seit 1985 Choreografin des Staatlichen Navoi-Theater. Als Choreografin inszenierte sie 30 Ballette.
Galiya Izmaylova unterrichtete dutzende talentierte Schüler in klassischem Ballett.
Sie starb am 2. Oktober 2010 in Taschkent im Alter von 88 Jahren und wurde auf dem Chigatai-Friedhof beigesetzt.

## Ehrungen
- Volkskünstler der UdSSR (1962)
- Stalinpreis zweiten Grades (1950).